# Segle XL aC
El segle XL aC comença el 4000 aC i acaba el 3901 aC. És un període de la prehistòria caracteritzat per l'inici de la civilització tal com és entesa avui dia.

## Política
Aquest segle està marcat pel desenvolupament a diferents indrets del món de pobles sedentaris que donarien peu als futurs grans imperis. Les zones més avançades són la Xina, Egipte i Mesopotàmia. A la primera es desenvolupa la Cultura Liangzhu, mentre que la resta estan marcats pel període Naqada i Obeid respectivament. Els tres pobles tenen en comú el poder progressiu concentrat en els monarques i el domini de més terres, necessaris per a l'agricultura.

## Economia i societat
La millora de les tècniques agrícoles fa que es pugui alimentar la població de manera més o menys regular i que aquesta tingui un temps lliure que es pot dedicar a altres feines. Així es consolida la divisió del treball iniciada en segles precedents. Es registren grans inundacions a Mesopotàmia, que poden ser un dels orígens de les històries orals que donaran peu al mite del Diluvi.

## Invents i descobriments
S'introdueix l'agricultura planificada amb l'ús de l'arada, que permet preparar la terra per a plantar les llavors i assegurar la collita. Alhora, es domestica el cavall com a muntura i com a bèstia de tir, fet que disminueix el temps necessari per a aconseguir aliment.

## Art, cultura i pensament
Els clans egipcis tenen com a emblemes animals que es creu que estan a l'origen de les personificacions dels seus déus. En paral·lel, diverses tribus arreu del món usen les pintures, especialment els tons ocres, amb finalitats sagrades.
L'Anno Mundi o inici del món segons la cronologia jueva correspon a aquesta època.